# Pacifique
Pacifique e четвъртият студиен албум и първият албум с музика към филм на френското ню ейдж/уърлд дуо Дийп Форест и е издаден през 2000 г. от Sony Music Франция и лейбъла St. George. Албумът е написан специално за филма „Le Prince du Pacifique“ (Принцът на Пасифика), чийто режисьор е Ален Корно. В „Pacifique“ дуото смесва електронна музика със семпли от Тихоокеанския район, създавайки подходящ музикален фон към филма на Корно. Албумът не постига успеха на предхождащите го издания на Дийп Форест.

## Песни
1. „Pacifique“ (3:47)
2. „La Légende Part 2“ (4:04)
3. „Night Village“ (4:10)
4. „Le Réveil De Barnabé Part 1“ (1:07)
5. „La Révolte“ (4:27)
6. „Le Basier“ (2:30)
7. „Ouverture Huahiné“ (5:06)
8. „L'lle Invisible“ (1:45)
9. „La Legende Part 1“ (0:46)(бонус песен за френското издание)
10. „Exécution“ (4:26)
11. „Le Réveil De Barnabé Part 2“ (3:20)
12. „Moon Light“ (3:21)
13. „Téfaora Ne Croit Pas À La Légende“ (1:10)
14. „La Veuve Furieuse“ (3:34)
15. „Huahiné Reggae“ (6:01)
16. „Huahiné Reggae Part 2“ (2:05)(бонус песен за японското издание)